# Leijpark
Het Leijpark is een park van 30 hectare in Tilburg. Het is ontworpen door Leonard Springer en ligt aan de zuidoostrand van de stad. Het park wordt omsloten door de Kempenbaan, de Ringbaan Zuid, de Prof. Van Buchemlaan en het St. Elisabethziekenhuis. Het park is vernoemd naar het riviertje de Leij dat er langs stroomt.
Hoewel het ontwerp stamt van 1920 is het park pas aangelegd van 1934 tot 1939 als werkverschaffingsproject. Dit uitstel werd veroorzaakt door problemen met de grondaankoop. Een boerderij stond lange tijd de volledige realisatie van het ontwerp in de weg. Springer heeft op hoge leeftijd nog een gewijzigd ontwerp moeten maken omdat er problemen met onteigening bleven voortbestaan.
Het park is aangelegd in Engelse landschapsstijl. Door de aanwezigheid van het riviertje de Leij waren er aanvankelijk veel drassige stukken in het ontwerpgebied. In 1962 verdronk een zesjarige jongen in een moerassige oever van een van de vijvers, toen hij in het donker met vriendjes in het park speelde.
Er zijn in de jaren 90 van de 20e eeuw enkele poelen gegraven en men wilde er in 1992 een ecologisch bospark van maken. In 1998 werden er echter ook voorzieningen voor grootschalige evenementen getroffen, overigens zonder de oorspronkelijke structuur ingrijpend aan te tasten. Aan de zuidzijde van het park werden een speciale school, kinderdagverblijf en revalidatiecentrum gebouwd, die allemaal naar het Leijpark zijn vernoemd.

## Evenementen
- 1982: Afscheidsconcert van de anarchistische folkband RK Veulpoepers BV;[2]
- 1985: Leippark-festival met onder meer Klein Orkest en Candy Dulfer & Funky Stuff;[3]
- 1988-1995, 1997-2012: Festival Mundial;[4]
- 2005: Europese kampioenschappen veldlopen.[5] Ter voorbereiding werd de Warandeloop in 2004 en 2005 op hetzelfde parcours gehouden.[6]

## Afbeeldingen

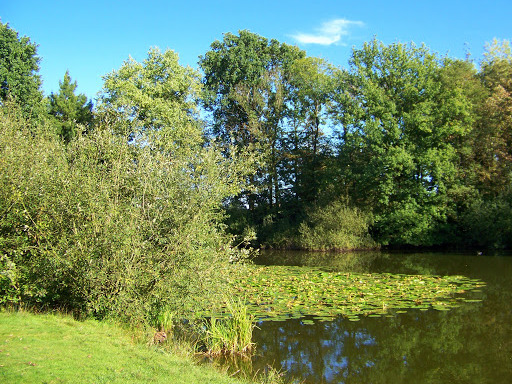
Leijpark, Tilburg
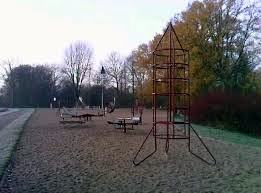
Speeltuin Leijpark
Ontwerp Leonard Springer, 1 mei 1920